# Diamando Koumbaki

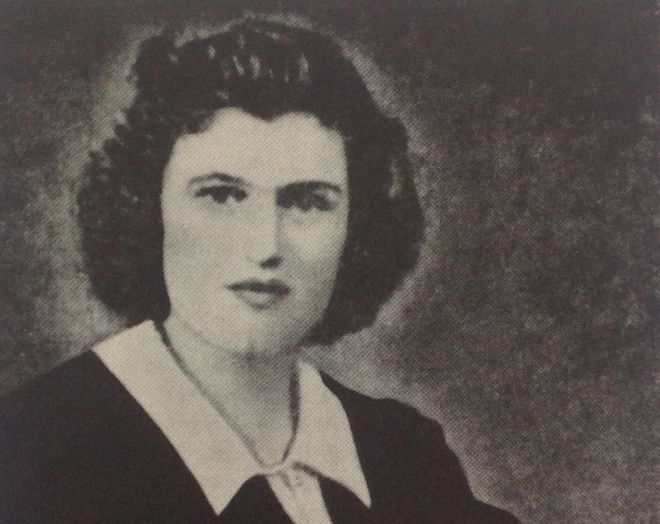
Diamando Koumbaki (1944)

Diamando (Mandoula) Koumbaki (Διαμάντω (Μαντούλα) Κουμπάκη; * 8. Februar 1926 in Piräus; † 17. August 1944 in Piräus) war Mitglied der griechischen kommunistischen Partei und eine griechische Widerstandskämpferin, die während der Deutschen Besetzung Griechenlands hingerichtet wurde.

## Leben
Diamando Koumbaki wurde in eine arme Familie hineingeboren. Sie wuchs mit ihrer Mutter Maria Tsipsi und ihrem Vater Jannis Koumbakis in Keratsini bei Piräus auf.
Bereits mit 16 Jahren war sie Teil der kommunistischen Jugendorganisation OKNE (Ομοσπονδία Κομμουνιστικών Νεολαιών Ελλάδας) und 1943 wurde sie Mitglied der griechischen kommunistischen Partei K.K.E.(Κομμουνιστικό Κόμμα Ελλάδας). Sie war bekannt als Kämpferin der griechischen Volksbefreiungsarmee ELAS (Ethnikós Laikós Apelevtherotikós Stratós; griechisch ΕΛΑΣ, Εθνικός Λαϊκός Απελευθερωτικός Στρατός) und besonders in Piräus und der unmittelbaren Umgebung aktiv. Dabei zeichnete sie sich durch besonderen Mut, Disziplin und Energie aus, wie in verschiedenen Quellen berichtet wird.
Im März 1944 wurde sie bei einem Gefecht mit deutschen Soldaten am Bein und am Arm verwundet. Nach der Schlacht von Kokkinia am 7. März 1944, bei der die von Flüchtlingen aus Kleinasien gegründete Stadt nahe Piräus den Einmarsch des deutschen Militärs verhindern konnte, kam Diamando Koumbaki nach Kokkinia, um eine Gruppe bewaffneter Jugendlicher zu sammeln, die in die Berge ziehen sollte, um von dort gegen die Besetzung zu kämpfen.
Am 17. August 1944 fand die sogenannte Blockade von Kokkinia (Μπλόκο της Κοκκινιάς) durch Tausende deutsche Besetzer statt, um Mitglieder des griechischen Widerstands zu finden und umzubringen. An diesem Tag wurden vom deutschen Militär über zweihundert Menschen erschossen und um die einhundert Häuser verbrannt sowie über Tausend Menschen verhaftet. Auch Diamando Koumbaki fiel als Anführerin ihrer Gruppe in die Hände der deutschen Soldaten. Andere Mitglieder der Partisanengruppe wurden direkt in Kokkinia hingerichtet, aber sie wurde zusammen mit anderen Frauen des Widerstands auf einen Schrottplatz in der Kilika-Straße geführt und dort erschossen, nachdem sie vorher brutal zusammengeschlagen worden war. Auf dem Weg dorthin soll sie ihre Mitstreiter und Passanten ermutigt und dazu aufgefordert haben, den Kampf nicht aufzugeben. Da sie in der ganzen Region durch ihre Kampfbereitschaft bekannt war und den Deutschen und deren Kollaborateuren oft schweren Schaden zugefügt hatte, sahen diese ihre Verhaftung als großen Erfolg an. Direkt vor ihrer Hinrichtung soll sie folgende Worte geäußert haben:

«Μια ζωή τη χρωστάμε, ας μην την πάρουν οι προδότες. Υπάρχουν χιλιάδες λεβέντες, θα τους εκδικηθούν»

„Wir haben nur ein Leben, lasst die Verräter es nicht nehmen. Es gibt Tausende Helden, die sich an ihnen rächen werden.“

Zu ihrem Gedenken wurde 2005 der Spatha Platz (πλατεία Σπάθα) in Nikea nach ihr umbenannt in Platz Diamandos Koumbaki (πλατείας Διαμάντως Κουμπάκη). Dort wurde auch eine Büste von ihr aufgestellt.
In Erinnerung an Diamando Koumbaki und ihre Mitstreiter schrieb G. Papaioannou 1948 den Zeibeikiko „Pireotisses“ (Η Πειραιώτισσα, Frauen von Piräus) mit einem Text von Kostas Manesis, der erstmals von Sotiria Bellou gesungen wurde. Der Liedtext wurde in dem Jahr seiner Veröffentlichung zensiert. Ursprünglich wurde eine „legendären Kapitänin“ (θρυλική καπετάνισσα) besungen, nämlich Diamando Koumbaki. Jedoch forderte die Zensur, dass diese charakteristische Stelle des Liedtextes verändert wurde.